# Ordem da Família Real do Rei Jorge VI
A Ordem da Família Real do Rei Jorge VI (em inglês: Royal Family Order of George VI) era uma honra concedida como um sinal de estima pessoal aos membros do sexo feminino da família real britânica que estavam ao serviço de Jorge VI como líder da monarquia britânica. Esse tipo de honra não é atribuída automaticamente, nem há algum anúncio público fornecido, com a única maneira de saber os membros que a receberam sendo através de imagens e reportagens da época que noticiam eventos oficiais em que estejam presentes os membros da família real usando o traje oficial.
Após o falecimento de Isabel II, filha mais velha de Jorge VI, em 2022, o último membro sobrevivente a ter recebido essa honra é a Princesa Alexandra, a Honorável Lady Ogilvy, sobrinha do falecido monarca.

## Aparência
O emblema apresenta um retrato oficial do monarca em seu uniforme de Almirante da Frota, o posto mais alto da Marinha Real Britânica, também dispondo da estrela da Ordem da Jarreteira. A miniatura é pintada sobre esmalte e cercada por diamantes, sendo utilizada em um laço de fita rosa.
A honra foi fornecida em dois tamanhos diferentes, com a versão maior sendo concedida à Rainha Isabel e a Rainha Maria, a esposa e a mãe de Jorge VI, respectivamente. O tamanho menor foi entregue aos demais destinatários. Os primeiros exemplares da ordem foram apresentados dois dias antes da Coroação de 1937, num almoço de família.

## Recipientes
- Rainha Isabel, esposa de Jorge VI.[1][3]
- Rainha Maria, mãe de Jorge VI.[4]
- Princesa Isabel, filha mais velha de Jorge VI.[5][6][7]
- Princesa Margarida, filha mais nova de Jorge VI.[8][9]
- Princesa Maria, Princesa Real e Condessa de Harewood, irmã de Jorge VI.[10]
- Princesa Alice, Duquesa de Gloucester, cunhada de Jorge VI.[11]
- Princesa Marina, Duquesa de Kent, cunhada de Jorge VI.[12][13]
- Princesa Alexandra, a Honorável Lady Ogilvy, sobrinha de Jorge VI.[14]